# Етолла
Етолла (англ. Attalla) — місто (англ. city) в США, в окрузі Етова штату Алабама. Населення — 5827 осіб (2020).

## Історія

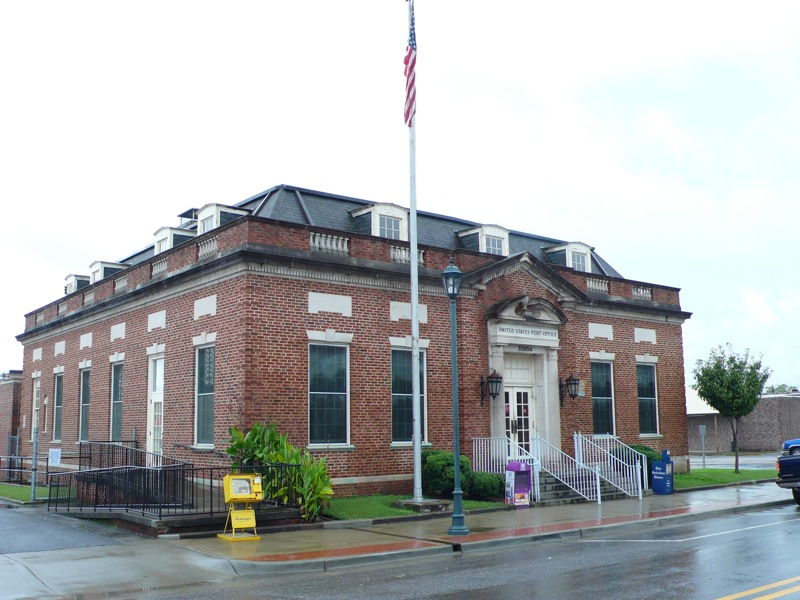
Пошта

До Крікської війни на місці Етолли було індіанське селище.
Джон С. Морган прибув у цей район в 1830 році і заснував першу шахту залізної руди близько 1859 року. Він був першим, хто поставляв руду зі штату залізницею.
Етолла була заснована в 1870 році і була зареєстрована як місто в 1872 році. Місто, розташоване на перетині декількох  залізничних ліній, стало третім за величиною залізничним центром в штаті Алабама, з 22 пасажирськими поїздами а також 36 вантажними поїздами, що в'їжджають або виїжджають щодня.
У 1887 році була побудована перша гідроелектростанція, що дозволила освітити все місто.
Під час Другої світової війни, табори Сиберт займали кілька гектарів землі в Етоллі. Тут розташовувався навчальний центр хімічної війни. Після дезактивації, земля була передана назад в приватну власність.

## Географія
Етолла розташована за координатами 33°59′10″ пн. ш. 86°7′16″ зх. д. / 33.98611° пн. ш. 86.12111° зх. д. (33.986189, -86.121037).  За даними Бюро перепису населення США в 2010 році місто мало площу 18,08 км², уся площа — суходіл.

## Демографія
Згідно з переписом 2010 року, у місті мешкало 6048 осіб у 2442 домогосподарствах у складі 1627 родин. Густота населення становила 335 осіб/км².  Було 2841 помешкання (157/км²).
Расовий склад населення:
| - 81,5 % — білих - 12,7 % — чорних або афроамериканців - 0,5 % — азіатів - 0,4 % — корінних американців - 2,9 % — осіб інших рас |

До двох чи більше рас належало 2,0 %. Частка іспаномовних становила 4,7 % від усіх жителів.
За віковим діапазоном населення розподілялося таким чином: 22,7 % — особи молодші 18 років, 60,1 % — особи у віці 18—64 років, 17,2 % — особи у віці 65 років та старші. Медіана віку мешканця становила 39,8 року. На 100 осіб жіночої статі у місті припадало 89,3 чоловіків;  на 100 жінок у віці від 18 років та старших — 86,8 чоловіків також старших 18 років.
Середній дохід на одне домашнє господарство  становив 46 163 долари США (медіана — 37 191), а середній дохід на одну сім'ю — 51 241 долар (медіана — 41 828). Медіана доходів становила 40 708 доларів для чоловіків та 27 383 долари для жінок. За межею бідності перебувало 20,3 % осіб, у тому числі 22,1 % дітей у віці до 18 років та 18,2 % осіб у віці 65 років та старших.
Цивільне працевлаштоване населення становило 2419 осіб. Основні галузі зайнятості: виробництво — 23,8 %, освіта, охорона здоров'я та соціальна допомога — 23,7 %, роздрібна торгівля — 18,0 %.